# Onkel Tompa
| Tibetische Bezeichnung                                  |
| ------------------------------------------------------- |
| Tibetische Schrift: ཨ་ཁུ་སྟོན་པ་                           |
| Wylie-Transliteration: a khu ston pa                    |
| Aussprache in IPA: [akʰu tø̃pa]                          |
| Offizielle Transkription der VRCh: Aku Doinba           |
| THDL-Transkription: Akhu Tönpa                          |
| Andere Schreibweisen: Akhu Tonpa, Akhu Tompa, Aku Tömpa |
| Chinesische Bezeichnung                                 |
| Vereinfacht: 阿克顿巴、 阿叩登巴、 阿古登巴             |
| Pinyin:Ākè Dùnbā, Ākòu Dēngbā, Āgǔ Dēngbā               |

Die Geschichten von Akhu Tompa, d. h. Onkel Tompa, nehmen in den Alltagserzählungen der Tibeter eine überragende Stellung ein. Sie sind damit ein wesentlicher Teil der mündlich überlieferten tibetischen Volksliteratur, in der er den Typus des listigen Schalks auf oft derbe Weise repräsentiert: der „Onkel, der [es einem] zeigt“, wie der Name übersetzt werden könnte. Ähnlich dem zentralasiatischen Nasreddin Hodscha führt er gerne die Reichen und Geizigen vor, aber auch vor dem einfachen Nachbarn wie vor Königen macht er nicht halt.
Die Geschichten von Onkel Tompa spiegeln den Humor der vorwiegend bäuerlichen und nomadischen Gesellschaft wider. Obschon in Tibet jeder Erwachsene und jedes Kind Geschichten von Onkel Tompa kennt, ist die Figur im Westen dagegen relativ unbekannt – wohl wegen ihrer teilweise mehr als anzüglichen, nicht in das übliche Tibet-Klischee passenden Inhalte. Viele dieser kurzen Erzählungen thematisieren Sexualität. So versucht Onkel Tompa, meist mit Frauen aus den verschiedensten Gesellschaftsschichten (Königstochter, Nachbarin, Nonne) zu schlafen und muss dabei gesellschaftliche Regeln umgehen. Im Vordergrund steht dabei seine immer listige Vorgehensweise. Teilweise scheinen dabei auch sozialkritische Momente auf, wenn beispielsweise Onkel Tompa sich Listen ausdenkt, um in den Genuss der sexuellen Wünsche von Nonnen zu kommen oder gar mit seiner eigenen Tochter schlafen zu können. Inzest und Missbrauch werden in einer Geschichte „Wie Onkel Tompa mit seiner eigenen Tochter schlief“ thematisiert. Die durch Onkel Tompa sich ihren Weg bahnende unterdrückte Sexualität von Nonnen scheint häufiger auf. Die aufgrund der prestigeträchtigen sozialen Stellung der Mönche im Volksmund eher tabuisierte Sexualität, sei sie hetero- oder homosexuell, kommt in den Geschichten von Onkel Tompa weniger zur Sprache. Sie scheint wiederum eher in Nebenbemerkungen in Erzählungen von Drukpa Künleg, einer anderen populären Figur der Volksliteratur, auf.